# Championnat d'Europe de Formule 2 1981
Navigation
1980 1982
Le championnat d'Europe de Formule 2 1981 est la quinzième édition du championnat d'Europe de Formule 2. Il a été remporté par l'e britannique Geoff Lees, de l'écurie Ralt.

## Courses de la saison 1981
| no  | Date         | Épreuve                       | Lieu              | Vainqueur        | Voiture      | Équipe            | Résumé |
| --- | ------------ | ----------------------------- | ----------------- | ---------------- | ------------ | ----------------- | ------ |
| 161 | 29 mars      | BRDC International Trophy     | Silverstone       | Mike Thackwell   | Ralt-Honda   | Ralt              | Résumé |
| 162 | 5 avril      | Trophée d'Allemagne           | Hockenheim        | Stefan Johansson | Lola-Hart    | Toleman           | Résumé |
| 163 | 20 avril     | BARC 200                      | Thruxton          | Roberto Guerrero | Maurer-BMW   | Maurer Motorsport | Résumé |
| 164 | 26 avril     | Grand Prix de l'Eifel         | Nürburg           | Thierry Boutsen  | March-BMW    | March             | Résumé |
| 165 | 10 mai       | Grand Prix de Rome            | Vallelunga        | Eje Elgh         | Maurer-BMW   | Maurer Motorsport | Résumé |
| 166 | 24 mai       | Grand Prix du Mugello         | Mugello           | Corrado Fabi     | March-BMW    | March             | Résumé |
| 167 | 8 juin       | Grand Prix de Pau             | Pau               | Geoff Lees       | Ralt-Honda   | Ralt              | Résumé |
| 168 | 26 juillet   | Grand Prix de la Méditerranée | Enna-Pergusa      | Thierry Boutsen  | March-BMW    | March             | Résumé |
| 169 | 9 août       | Grand Prix de Spa             | Spa-Francorchamps | Geoff Lees       | Ralt-Honda   | Ralt              | Résumé |
| 170 | 16 août      | Donington 50000               | Donington Park    | Geoff Lees       | Ralt-Honda   | Ralt              | Résumé |
| 171 | 6 septembre  | Grand Prix de l'Adriatique    | Misano            | Michele Alboreto | Minardi-Hart | Toleman           | Résumé |
| 172 | 20 septembre | Trophée du Mantorp Park       | Mantorp Park      | Stefan Johansson | Lola-Hart    | Toleman           | Résumé |